# Noël Jourda
Noël Jourda, conte di Vaux (Saint-Julien-du-Pinet, 12 marzo 1705 – Grenoble, 14 settembre 1788), è stato un generale francese, maresciallo di Francia dal 1783.

## Biografia
Noël Jourda era figlio di Jean-Baptiste Jourda, signore di Vaux e di Champes, e di Marie-Anne de Saint-Germain de Champes.
Jourda entrò come portabandiera nella colonnella del Reggimento di fanteria dell'Alvernia il 16 ottobre 1723, fu promosso tenente l'11 luglio 1724, tenente colonnello nel 1733. Servì nell'Armata d'Italia durante la guerra di successione polacca, combattendo a Colorno, Parma, Guastalla, Mirandola e Mantova; ritornò in Francia nel 1736.
Fu quindi destinato alla Corsica, dove servì diligentemente sino all'aprile 1741. Il 21 novembre di quell'anno sposò Jeanne-Marie-Philiberte-Uberte de la Porte; dal matrimonio nacquero due figlie.
Trasferito con la guerra di successione austriaca all'Armata di Boemia, contribuì alla liberazione di Frauenberg e all'assedio di Praga, dove fu anche ferito; rientrò in Francia col resto dell'armata nel febbraio 1743.
Il 6 marzo dello stesso anno, su proposta del maresciallo de Broglie, fu nominato colonnello del Reggimento di fanteria dell'Angoumois che comandò agli assedi di Menen ed Ypres, quindi nella campagna delle Fiandre sotto il maresciallo Maurizio di Sassonia, dove combatté a Fontenoy, e agli assedi di Tournay, Oudenaarde, Dendermonde ed Ath.
Nel 1746 si distinse all'assedio e alla presa di Bruxelles, e fu incaricato dal maresciallo di Sassonia di recare la notizia a Luigi XV, il quale lo nominò brigadiere il 23 febbraio dello stesso anno.
Impiegato nell'armata reale, combatté all'assedio di Namur e a Roucoux. Nel 1747 passò all'Armata delle Fiandre, con cui prese parte alla maggioranza degli assedi; servì a Lauffeldt, all'assedio e alla conquista di Bergen op Zoom, di cui ebbe il comando sotto il conte de Blet.
Il 10 dicembre 1748 fu nominato maresciallo di campo e si dimise dal grado di tenente colonnello del Reggimento di fanteria Borbone, cui era stato assegnato il 10 maggio precedente.
Il 27 maggio 1749 ebbe temporaneamente il comando della Franca Contea. Fu poi nominato luogotenente del Re a Besançon e tenne l'incarico sino al 1º giugno 1757 quando divenne comandante in capo della Corsica; qui ricevette la promozione a tenente generale delle armate del Re (dicembre 1759).
Di ritorno in Francia fu inviato all'Armata di Germania (guerra dei sette anni. Difese nel 1760 Gottinga contro il principe Ferdinando di Brunswick-Lüneburg, costretto alla ritirata; fu presente alla battaglia di Freiberg (29 ottobre 1762).
Commendatore dell'Ordine di San Luigi nel 1764, gran croce nel 1768, ebbe l'anno seguente l'incarico di sottomettere la Corsica, che conquistò in tre mesi sconfiggendo le truppe del generale Paoli. Ricevette quindi il governatorato di Thionville ed il comando delle coste della Bretagna e della Normandia (1779-1780), quindi della provincia di Borgogna.
Fu creato maresciallo di Francia il 13 giugno 1783, ed ammesso nello stesso anno agli onori della Corte.